# Gao Xingjian

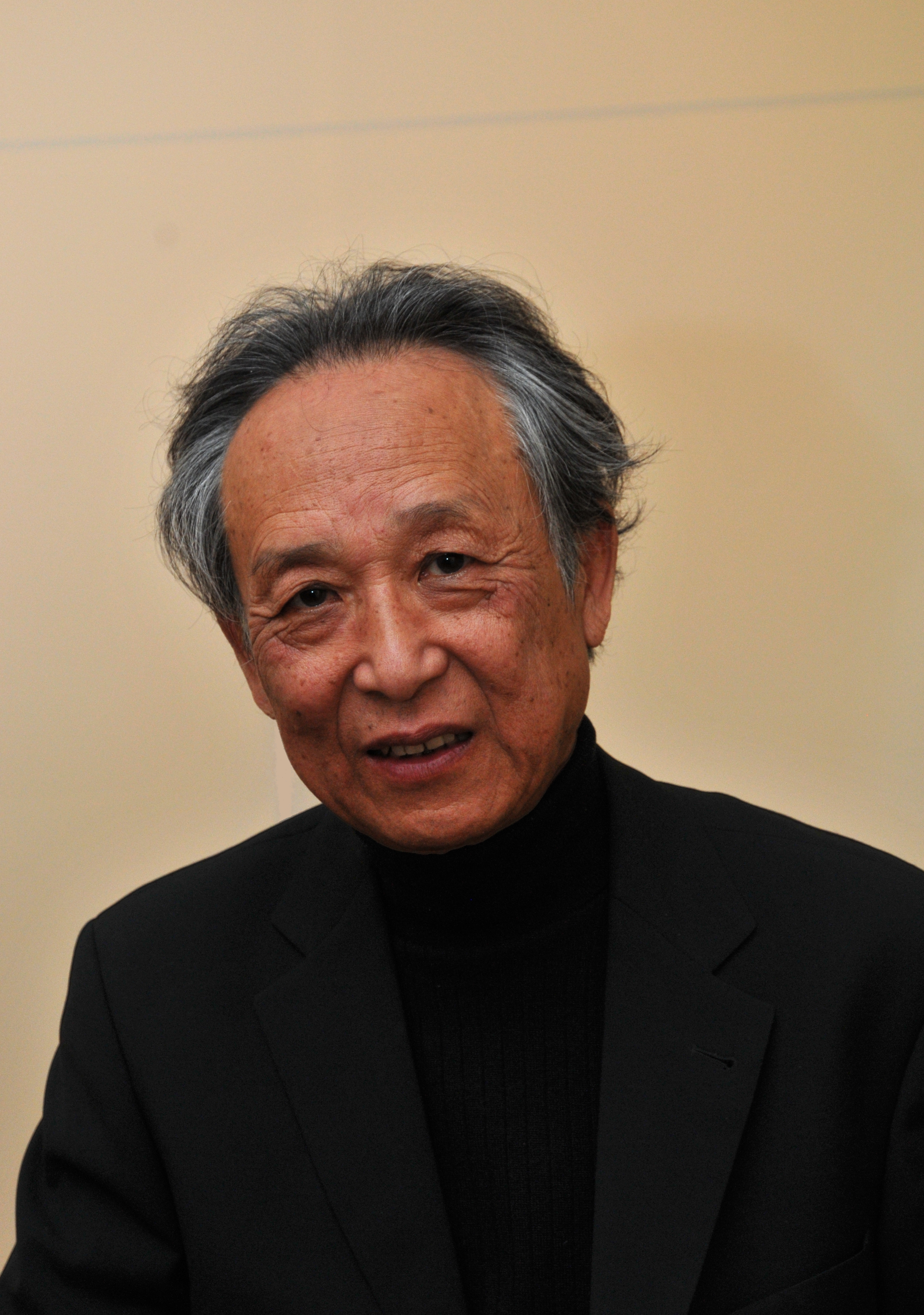
Gao Xingjian (2012)

Gao Xingjian (chinesisch 高行健, Pinyin Gāo Xíngjiàn; * 4. Januar 1940 in Ganzhou, Provinz Jiangxi) ist ein chinesischstämmiger Erzähler, Übersetzer, Dramatiker, Regisseur, Kritiker und Künstler mit französischer Staatsangehörigkeit. Im Jahr 2000 erhielt er den Nobelpreis für Literatur.

## Werdegang
Gao Xingjian wurde am 4. Januar 1940 in Ganzhou (Provinz Jiangxi) im Osten Chinas geboren. Sein Vater war Bankangestellter, seine Mutter Amateurschauspielerin. In frühester Kindheit wurde sein Interesse für das Theater und die Schriftstellerei von seiner Mutter geweckt. 1962 legte er am Institut für Fremdsprachen in Peking ein akademisches Examen in Französisch ab.
Während der Kulturrevolution (1966–1976) wurde er zur Umerziehung in ein Lager gesandt. Später wurde er für fünf Jahre zur Landarbeit in ein Dorf geschickt, wo er seine schriftstellerische Tätigkeit im Verborgenen wieder aufnehmen konnte.
1985 erhielt er ein DAAD-Stipendium für einen einjährigen Arbeitsaufenthalt in Berlin und lernte den Kunstsammler Franz Armin Morat kennen. Ebenso nahm er 1985 am West-Berliner Horizonte - Festival der Weltkulturen (Nr. 3, 1985) teil. 1987 übersiedelte er dann über Freiburg nach Paris. Nach der blutigen Niederschlagung der chinesischen Studentenbewegung Anfang Mai 1989 auf dem Tian’anmen-Platz in Peking kritisierte er das Massaker im französischen Fernsehen. Er trat nach 27 Jahren Zugehörigkeit aus der Kommunistischen Partei Chinas (KPCh) aus und gab seinen chinesischen Pass zurück. Ihm wurde auf seinen Antrag politisches Asyl gewährt. In Paris verdiente er seinen Lebensunterhalt mit Malerei. Seit 1998 ist Gao französischer Staatsbürger.

## Nobelpreisverleihung
Die Verleihung des Nobelpreises kam für viele Seiten sehr überraschend, nicht zuletzt für Gao selbst. Aus China argumentierte man, Gao spiele für die chinesische Literaturszene keine Rolle und sei in seiner Heimat absolut unbekannt; man hätte lieber einen in China lebenden Chinesen auszeichnen sollen. Er wurde zur Unperson.
Gaos schwedischer Übersetzer Göran Malmqvist ist Mitglied der Schwedischen Akademie, die den Nobelpreis vergibt. Zehn Tage vor der Verleihung des Nobelpreises wechselte Gao seinen schwedischen Verleger – von Forum zu Atlantis. Der Atlantis-Verlag gehört einem Freund von Malmqvist und in Medienberichten wurde spekuliert, dass Malmqvist vorab Informationen über die bevorstehende Preisverleihung habe durchsickern lassen.

## Werk
Neben dramatischen Werken ist er auch Schöpfer von Romanen. In seinem Roman Der Berg der Seele beschreibt er eine Reise durch das Innere Chinas, ein gespenstisches China, das China des Philosophen Laotse, das abseits der „Welt des Staubs“ liegt. Das Buch eines einsamen Menschen berichtet eindrucksvoll von der Kulturrevolution in China und ihren schrecklichen und grausamen Folgen für den einzelnen Menschen.

## Veröffentlichungen (Auswahl)
- chinesisch 車站 / 车站, Pinyin Chēzhàn Bus Stop, Theaterstück, UA: 1983 in Peking
- chinesisch 一個人的聖經 / 一个人的圣经, Pinyin Yīgè rén de shèngjīng, Das Buch eines einsamen Menschen,  1999; Übersetzung aus dem Chinesischen von Natascha Vittinghoff; Frankfurt/Main, Fischer Taschenbuch 2006; ISBN 3-596-15241-0.
- chinesisch 靈山 / 灵山, Pinyin Língshān Der Berg der Seele (Übersetzung aus dem Chinesischen von Helmut Forster-Latsch und Marie-Luise Latsch; Frankfurt/Main, Fischer Taschenbuch 2003); ISBN 3-596-15250-X.
- Auf dem Meer (Übersetzung aus dem Chinesischen von Natascha Vittinghoff; Frankfurt/Main, Fischer Taschenbuch 2000); ISBN 3-596-15183-X.
- chinesisch 給我老爺買魚竿 / 给我老爷买鱼竿, Pinyin Gěi Wǒ Lǎoye Mǎi Yúgān Die Angel meines Großvaters; Frankfurt am Main, Fischer Taschenbuch, 2008, ISBN 978-3-596-15249-0
- chinesisch 八月雪 / 八月雪, Pinyin Bāyuèxuě Bisher nur in englischer Sprache: Snow in August (Schnee im August), 2004, Chinese University Press, Hong Kong, ISBN 978-962-996-068-1